# Grange Hall
Grange Hall ist ein Herrenhaus nahe der schottischen Ortschaft Kinloss in der Council Area Moray. 1989 wurde das Bauwerk in die schottischen Denkmallisten in der höchsten Denkmalkategorie A aufgenommen.

## Geschichte
Um das Jahr 1800 erwarb James Peterkin of Grange and Greeshop das Anwesen von der Familie Dunbar. Peterkin betraute den schottischen Architekten William Stark mit dem Entwurf des Herrenhauses, das 1809 fertiggestellt wurde. Seine Tochter Mary Ann, die 1836 Peter Grant of Invererne (siehe Invererne House) heiratete, erbte Grange Hall. Im Laufe der Geschichte wurde Grange Hall dreimal überarbeitet und erweitert, 1833, 1881 und 1898. Mit den Arbeiten im Jahre 1881 wurde John Rhind beauftragt. Die Räume des Erdgeschosses befinden sich noch weitgehend im Originalzustand.

## Beschreibung
Grange Hall liegt isoliert rund 1,5 Kilometer südwestlich von Kinloss und drei Kilometer nordöstlich von Forres nahe der Mündung des Findhorn in den Moray Firth. Die südostexponierte Hauptfassade des zweigeschossigen Herrenhauses ist fünf Achsen weit. Es ist schlicht klassizistisch ausgestaltet. Während die Hauptfassade mit einem Schichtenmauerwerk aus Steinquadern verblendet ist, zeigt das Sichtmauerwerk der übrigen Fassaden den grob behauenen Bruchstein.
Die Zentralachse ist mit gepaarten kolossalen Pilastern gestaltet, die einen Dreiecksgiebel mit blindem Okulus im Tympanum tragen. Am Fuße führt eine Vortreppe zu dem dorischen Portikus in antis. Die äußeren Achsen schließen mit markanten Dachgauben mit Plattformdächern und rundbogigen Fenstern. An der drei Achsen weiten Westfassade setzt sich ein Balkon mit pilastrierten Drillingsfenstern und einer Gartentreppe fort. Der rückwärtige Anbau ist vier Achsen weit. Der zweigeschossige Bauteil schließt mit einem Flachdach mit Balustrade. An seinem Abschluss ragt ein dreigeschossiger Treppenturm auf.